# 32067 Ranganathan
32067 Ranganathan è un asteroide della fascia principale. Scoperto nel 2000, presenta un'orbita caratterizzata da un semiasse maggiore pari a 2,2679922 UA e da un'eccentricità di 0,0774500, inclinata di 7,32349° rispetto all'eclittica.